# Штадталлендорф
Штадталлендорф (нім. Stadtallendorf) — місто в Німеччині, знаходиться в землі Гессен. Підпорядковується адміністративному округу Гіссен. Входить до складу району Марбург-Біденкопф.
Площа — 78,29 км2. Населення становить 21 263 ос. (станом на 31 грудня 2020).